# Ernesto Muyshondt
Ernesto Luis Muyshondt García-Prieto (San Salvador, 30 de agosto de 1975) es un político y empresario salvadoreño que ocupó el cargo de alcalde de San Salvador desde 2018 hasta 2021.
En 2021, el secretario general de la OEA, Luis Almagro, anunció que nombraría a Ernesto Muyshondt como asesor en temas de seguridad.
Actualmente guarda prisión esperando que se le realice el proceso judicial por supuestos actos de corrupción y colaboración directa con estructuras criminales.

## Biografía

### Juventud y Familia
Ernesto Muyshondt nació en San Salvador, el 30 de agosto de 1975. Es hijo de Ernesto Muyshondt Parker y de María Antonieta García-Prieto. Su padre fue uno de los principales agricultores de algodón del país, quien sufrió durante la guerra civil varios ataques de la guerrilla contra sus propiedades como beneficios de café, tractores de cosecha y avionetas de fumigación, las cuales fueron quemadas. También fue amigo del fundador de ARENA, Roberto d'Aubuisson, quien lo apoyó y protegió durante la guerra.  A sus 21 años tuvo que ponerse al frente del negocio familiar, después de que su padre sufriera un atentado, tras recibir un disparo en su cabeza que atravesó su cerebro. Sobrevivió pero este quedó discapacitado.
Se graduó de bachiller en la Escuela Americana, estudió Ciencias Jurídicas y una maestría en Administración de Empresas, y ahora se dedica a ser empresario, agricultor y político.

### Carrera política
Desde su niñez se sintió identificado con Alianza Republicana Nacionalista, ya que su familia era muy cercana a su fundador, Roberto d'Aubuisson. Su primer contacto con la política fue en las juventudes de ARENA, y luego formó parte del sector empresarial del instituto político. Después de la pérdida del ejecutivo en el 2009, al ganar la presidencia del país el FMLN, recibió una invitación de parte del presidente Alfredo Cristiani para formar parte del COENA. Dentro del cual tuvo diversos cargos como director de Afiliación y Estadística del COENA. Luego se convirtió en director de Asuntos Jurídicos y Electorales, director de Información y además vocero. En 2013 fungió como vicepresidente de Ideología.

### Cargos públicos

#### Diputado de la Asamblea Legislativa
En las elecciones legislativas del 2015, Ernesto Muyshondt logró obtener un escaño por San Salvador en las listas de ARENA para el período 2015-2018. Él formó parte de la Comisión Política del parlamento lo que le permitió participar en la elección de funcionarios de segundo grado.
En 2014, el entonces candidato presidencial de Arena, Norman Quijano y Ernesto Muyshondt se reunieron con líderes de la Mara Salvatrucha 13 y de las dos facciones del Barrio 18 en diferentes ocasiones. Negociaron el apoyo de los grupos criminales a cambio de una serie de promesas como la abolición de la ley antipandillas y la reducción de operatividad de la policía contra las pandillas.

#### Alcalde de San Salvador
Ernesto Muyshondt se presentó como candidato para la comuna capitalina en las elecciones municipales del 2018, bajo la bandera de Alianza Republicana Nacionalista, contra la candidata del partido oficial FMLN, Jackeline Rivera.
En las elecciones legislativas y municipales de 2018 realizadas el 4 de marzo de 2018, Muyshondt fue electo Alcalde de San Salvador con 88,194 votos (61.30%) para ARENA, contra los 39,736 votos (27.60%) para la candidata del FMLN.
Tomó posesión del cargo el 1 de mayo de 2018 en un acto celebrado frente al Palacio Nacional donde recibió la vara edilicia de manos del alcalde saliente Nayib Bukele. 
La alianza que había entre Ernesto Muyshondt y Nayib Bukele fue fructífera. Bukele, que había sido alcalde de la ciudad desde 2015, no volvió a correr por la municipalidad, lo cual abrió el camino a Muyshondt y a la alianza entre ambos mientras Bukele preparaba, como independiente, su camino a la presidencia del país. Cuando asumió, Muyshondt dejó en sus puestos a dos personas del círculo íntimo de Bukele, Suecy Callejas y Yamil Bukele, que, luego, se convertirían en funcionarios clave en la presidencia. La alianza también fue buena para que la gente de Bukele pudiera tapar algunos gastos que hizo desde la alcaldía para fines políticos propios, como la elaboración de material propagandístico y municipal.
Tras romperse su alianza política con Nayib Bukele en 2021, fue detenido por corrupción y colaboración con estructuras criminales. Su primo Alejandro Muyshondts, que también era asesor del Presidente Bukele, también fue detenido. Este último murió en 2024 durante su detención.
| Predecesor: Nayib Bukele | Alcalde de San Salvador 2018-2021 | Sucesor: Mario Durán |